# Francesco Marcolini da Forlì
Francesco Marcolini (Forlì, XVI secolo – Venezia, 1559) è stato un editore e tipografo italiano; nativo di Forlì, fu attivo a Venezia. Fu amico di Pietro Aretino, di Niccolò Zeno, Daniele Barbaro, Francesco Sansovino, Anton Francesco Doni, Tiziano e Lodovico Dolce.

## Biografia
(Catalogo ragionato di opere stampate per Francesco Marcolini da Forlì – don Gaetano Zaccaria - 1850)
A Forlì ebbe forse una bottega di libraio; a Venezia iniziò come editore, servendosi inizialmente della tipografia di Giovanni Antonio Nicolini da Sabbio. Nel 1534 fece stampare per i torchi del Nicolini La passione di Christo dell'Aretino: "Per testimonio de la bontà e de la cortesia del divino Pietro Aretino Francesco Marcolini da Forlì ha fatto imprimere queste cose in Vinegia da Giovann'Antonio de Nicolini da Sabio 1534 nel mese di Giugno."
Nel 1535 aprì una propria stamperia "presso la Chiesa della Terneta". Il primo libro che produsse in proprio fu la ristampa de La passione di Christo dell'Aretino col nuovo titolo La passione di Gesù. Marcolini fu uno dei primi tipografi veneziani (insieme a Gabriele Giolito) a curare maggiormente la stampa di libri in volgare anziché in latino. Fu anche editore musicale, oriulaio [orologiaio] bravissimo e fabbricatore di cronometri, oltre che antiquario ed architetto: "Nel 1545 fo fato el ponte grando da Muran de legno a muodo non più visto in Venetia essendo Podestà Ser Sabastaina Badoer de Ser Hieronimo inventor et proto del dito ponte Francesco Marcolini stampador de libri."
Dal 1546 al 1548 interruppe l'attività tipografica e, con la moglie Isabella, si trasferì a Cipro. I motivi che portarono il Marcolini ad abbandonare Venezia sono da rintracciare nelle condizioni di salute della moglie Isabella, così come si deduce da una serie di lettere dell'Aretino. Nell'agosto del 1548 Isabella morì.
Tornato a Venezia divenne cancelliere e segretario dell'Accademia dei Pellegrini fondata da Anton Francesco Doni. Negli ultimi anni della sua attività lavorò anche per conto di altri editori. 
Nel 1559 lasciò Venezia per Verona ed è probabile che sia morto in quello stesso anno. La sua tipografia passò in seguito a Niccolò Bevilacqua.
Le Sorti (stampata la prima volta nel 1540) è l'opera più famosa di Marcolini. Si tratta di un raro testo di cartomanzia e arte divinatoria per predire la fortuna. Come tutti i testi divinatori finì sotto il controllo dell'Inquisizione, quindi messo all'Indice. Nella prima parte vi è un elenco di 50 quesiti che si possono rivolgere a uomini, a donne o ad ambedue e 50 tavole relative agli stessi. Ci sono 50 xilografie raffiguranti immagini simboliche, vizi e virtù, accompagnate da 90 carte da gioco che circondano l'incisione e da altre 45 carte al verso del foglio disposte a croce. Nella seconda parte ci sono xilografie di filosofi dell'antichità contornate da 31 risposte, collocate sulla sinistra e da altre 24 sulla destra.

## Opere

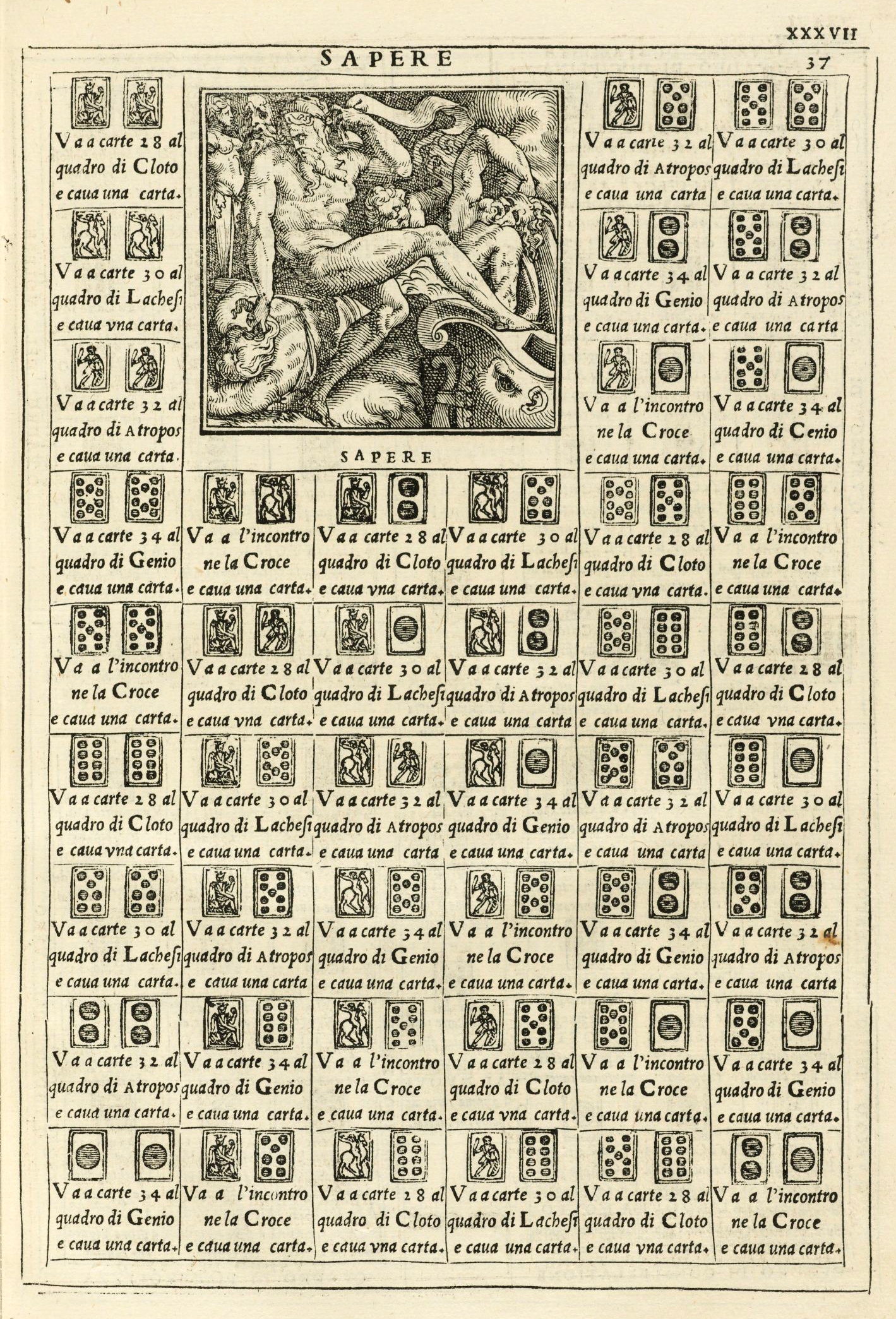
Le sorti di Francesco Marcolino, 1540

In ordine cronologico:
- 1534

Aretino Pietro: Cortigiana comedia, La passione di Giesu con due canzoni, una alla Vergine, et l'altra al Christianissimo, I sette salmi della penitentia di David;
- 1535

Aretino Pietro: La Passione di Giesu; La Humanità di Christo; Cortigiana comedia di m. Pietro Aretino ristampata novamente; I tre libri de la Humanita di Christo di m. Pietro Aretino; Il Marescalco;
Strozzi Agostino: Dialogo di san Giuseppe, e della Vergine;
- 1536

Aretino Pietro: La passione di Giesu con due canzoni, una alla Vergine, et l'altra al Christianissimo. Composte per messer Pietro Aretino. Ristampate nuovamente, La Cortigiana, Il Marescalco;
Franco Nicolò: Tempio d'amore;
Maripetro Hieronymo: Petrarca Sprirituale;
Mezzabarba Antonio: Rime;
Willaert, Adrian: Liber quinque missarum Adriani Vvilaert, ab ipso diligentissime castigatus;
- 1537

Aretino Pietro:  Stanze di m. Pietro Aretino] (versione digitalizzata), Lettere libro primo;
Cavalca Domenico: Disciplina de gli Spirituali, Battaglie spirituali;
Serlio Sebastiano: Regole generali di architettura;
Tansillo Luigi: Stanze di cultura sopra gli horti de le donne, stampate nuouamente;
- 1538

Aretino Pietro: L'Humanità, Il Genesei, Ragionamenti de le corti, Lettere libro primo, libro secondo;
Bembo Pietro: Prose;
Cebete Tebano: Tavola;
Maripetro Hieronymo: Petrarca Sprirituale;
- 1539

Alunno Francesco: Osservazioni di M. Francesco Alunno da Ferrara sopra il Petrarca;
Aretino Pietro: L'Humanità,  I Sette Salmi De La Penitentia Di David] (versione digitalizzata), La vita di Maria vergine, Il Marescalco, Ragionamenti de le corti, ragionamento di Zoppin, Lettere;
Cebete Tebano: Tavola;
Mattioli Andrea: Il magno palazzo; Petrarca con le osservazioni di Alunno;
Da Porto Luigi: Rime e prose.
- 1540

Aretino Pietro: Vita di Maria vergine
Citolini Alessandro: Lettera ;
Egnazio Gianbattista: Vite degl'Imperatori ;
Marcolini Francesco: Le sorti di Francesco Marcolino da Forli intitolate Giardino di pensieri allo illustrissimo signore hercole Estense duca di Ferrara (versione digitalizzata)
Serlio Sebastiano: Regole generali d'architettura, Terzo libro d'architettura, Il terzo libro di Sabastiano  Serlio bolognese, nel qual si figurano, e descrivono le antiquità di Roma, e le altre che sono in Italia, e fuori d'Italia. Con nove additioni, come ne la tavola appare;
Da Porto Luigi: Novella di messer Luigi Da Porto mandata a messer Antonio Caccialupo a Bologna.
- 1542

Aretino Pietro: La Cortigiana, Il Marescalco, La Talanta, L'Hippocrito, Lettere libro primo e libro secondo;
Hypneo: Predica de' sogni;
Repubblica di Venezia, Consiglio dei Pregadi: Parte presa sopra de i pasti et quella de le cose deuedate a le nobile e citadine et altre donne da bene che habitano in questa cita ..., Parte presa sopra il vestire, et ornamenti di casa de le meretrice che habitano in questa città.
- 1543

Aretino Pietro: La vita di san Tommaso signor d'Aquino. Opera di m. Pietro Aretino;
Servilio Giovanni: La congiurazione de Guadresi.
- 1544

Alighieri Dante: Commedia di Dante Alighieri con la nuova esposizione di Alessandro Vellutello;
Aretino Pietro: Strambotti, Stanze, Lettere libro primo;
Giancarli Gigio: La Capraria;
Serlio Sebastiano: Regole generali d'architettura, Terzo libro d'architettura.
- 1545

Aretino Pietro: Lagrime d'Angelica;
Maripetro Hieronymo: Petrarca Sprirituale, Officinum B. Virginis.
- 1550

Brusantino Vincenzo: Angelica innamorata;
Marcolini Francesco: Le ingegnosi Sorti.
- 1551

Aretino Pietro: Lettere scritte a Pietro Aretino;
Bidelli Giulio: Rime, Dugento stanze con dui capitoli tutte de versi del Petrarca, raccolte da m. Giulio Bidelli ;
Cartari Vincenzo: I Fasti di Ovidio tratti alla lingua volgare per Vincenzo Cartari regiano;
Anton Francesco Doni: La zucca, seconda libraria;
Oldovini Gregorius: De urbe Veneta.
- 1552

Aretino Pietro: Lettere scritte a Pietro Aretino;
Avila (de) Luys: Comentario;
Doni: La zucca, Lettere, I marmi, I mondi, La moral filosofia;
Salviati Giuseppe: Regola di far perfettamente col compasso la voluta et del capitello ionico et d'ogn'altra sorte, per Iosephe Salviati pittore ritrovata;
Sendebar: Trattai.
- 1553

Avila (de) Luys: Comentario;
Brusantino Vincenzo: Angelica innamorata;
Burchiello: Rime;
Cartari Vincenzo: Asimesca gloria;
Doni: inferni, Marmi;
Tolomei Claudio: Oratione di monsi. Claudio Tolomei ambasciator di Siena, recitata dinanzi ad Henrico II christianissimo re di Francia.
- 1554 - Brusantino Vincenzo: Novelle di Boccaccio; Doni: Pistolotti amorosi.
- 1555 - Doni: Seconda libraria.
- 1556

Aristotele: Universa loca ib logicam;
Betussi Giuseppe: Genealogia degli dei di Giobanni Boccaccio;
Burchiello: Rime;
Cartari Vincenzo: Imagini degli dei;
Gratarolo Bongianni: L'Altea;
Vitruvio: Architettura;
Marcelli Ercole: Opera nuovamente composta per Hercole Marcello da Matelica nella quale si contengono 8 modi di tariffe sopra delli dui nobilissimi metalli, cioè oro et argento, de diverse bontà, overo finezze, co li loro limitati pregi, secondo il costume di Vinetia. Opra, non solamente utile, et necessaria, ma commodissima per tutti quelli che sopra di tai metalli si esercitano, overo negotiano;
(HR)  Hanibal Lucic: Scladanya izvarsnich pisan razlicich poctovanoga gospodina Hanibala Lucia vlastelina huarschoga, choye cini stampati u Bnecich, sin Gnegov Antoni, na chon Tissuchia i petsat i pedest i sest godisch, od poroyenya slaunoga spasiteglia nasega isucharsta, nadeset miseca zugna;
Francesco da Milano: Intabolatura di liuto de diversi, con la bataglia, et altre cose bellissime di m. Francesco da Milano.
- 1557 - Cavalca: Disciplina degli spirituali e le trenta stoltitie; Nicolò Zeno: Origine di Venetia.
- 1558

Cartari Vincenzo: Il valore degli asini;
Marcello Pietro: Vite de Prencipi di Venetia;
Zeno Caterino: Viaggi in Persia;
Zeno Nicolò: Origine di Venetia;
Lusitano Vicente: Introduttione facilissima, et novissima, di canto fermo, figurato, contraponto semplice, et in concerto, con regole generali per far fughe differenti sopra il canto fermo, a II III et IIII voci, et compositioni, proportioni, generi. s. diatonico, cromatico, enarmonico, composta per Vincentio Lusitano.
- 1559

Lanteri Giacomo: Duo libri di m. Giacomo Lanteri di Paratico da Brescia. Del modo di fare le fortificationi di terra intorno alle città, & alle castella per fortificarle. Et di fare così i forti in campagna per gli alloggiamenti de gli esserciti; come anco per andar sotto ad una terra, et di fare i ripari nelle batterie.;
Toscanella Orazio: I modi più communi con che ha scritto Cicerone le sue Epistole secondo i generi di quelle, con altre cose. Raccolti da m. Oratio Toscanella.
- senza anno di stampa: Tolomei Claudio: Orazione.

## Ulteriori Opere e Ristampe anastatiche
- Francesco Marcolini Le sorti intitolate giardino d’i pensieri Ristampa anastatica dell’edizione 1540 Con una nota di Paolo Procaccioli, Fondazione Benetton Studi Ricerche, su viella.it. URL consultato il 21 marzo 2010 (archiviato dall'url originale il 20 agosto 2007).
- Lodovico Dolce, Terzetti per le «Sorti», Poesia oracolare nell’officina di Francesco Marcolini, Edizione e commento a cura di Paolo Procaccioli, Fondazione Benetton Studi Ricerche, su viella.it. URL consultato il 21 marzo 2010 (archiviato dall'url originale l'8 maggio 2006).
- Annali della tipografia veneziana di Francesco Marcolini da Forlì / compilati da Scipione Casali. - Forlì: presso Matteo Casali, 1861
- Catalogo ragionato di opere stampate per Francesco Marcolini da Forlì / compilato da don Gaetano Zaccaria; con memorie biografiche del medesimo tipografo raccolte dall'avv. Raffaele De Minicis. - Fermo: Tip. de' Fratelli Ciferri, 1850